# Trichocoronis wrightii
Trichocoronis wrightii là một loài thực vật có hoa trong họ Cúc. Loài này được (Torr. & A.Gray) A.Gray miêu tả khoa học đầu tiên năm 1849.